# داء ديوكس
داء ديوكس أو داء ديوك (بالإنجليزية: Dukes' disease)‏ أو داء الدوقات الذي سمي باسم كليمنت دوك ، ويعرف أيضا باسم المرض الرابع (بالانجليزية: fourth disease)، أو مرض فيلاتوف ديوكس (بالانجليزية: Filatov-Dukes' disease)(باسم نيل فيلاتوف)، هو داء نمشي، ولكنه يتميز عن مرض الحصبة أو الحصبة الألمانية بالرغم من أنهم يعتبروا شكلا من أشكال الطفح الفيروسي. بالرغم من أن مرض دوكيس يعتبر كيانا منفصلا، ولكنه لايختلف عن الحمى القرمزية الذي تسببه البكتريا العقدية المفرزة للسموم العقدية المقيحة، وذلك بعد أن اقترح كيث باول مساواته بالحالة المعررفة حاليا باسم متلازمة الجلد المسموط العنقودية عام 1979.
لم يكن مرتبطا بأسباب معينة ، كما أن المصطلحات لم تعد قيد الاستخدام. ومع ذلك، الطفح الجلدي الغامض من سبب غير معروف في أطفال المدارس غالبا ما يثير التساؤل ما إذا كان يمكن أن يكون مرض ديوكس.

## الأعراض
تشمل حمى، والغثيان، وتقيؤ، والإسهال، بالإضافة إلى أعراض فيروسية نموذجية من رهاب الضوء، تضخم الغدد الليمفاوية، والتهاب الحلق، وربما التهاب الدماغ، وقد يظهر الطفح الجلدي في أي وقت أثناء المرض. ويمكن أن يشمل الجسم كله، يتكون الطفح الجلدي من طفح حطاطي حمامى مع مناطق التقاء، قد تكون شروية، أو حويصلية، أو في بعض الأحيان تكون عبارة عن حبرة، وتتواجد في راحة اليد أو باطن القدم، يعد الطفح أكثر شيوعا في الأطفال أكثر من البالغين. وعادة ما يتلاشى دوت تصبغ أو تحجيم.